# Andrés Camilo Ardila
Andrés Camilo Ardila Ordoñez (Mariquita, 2 giugno 1999) è un ciclista su strada colombiano che corre per il team Nu Colombia; ha vinto il Giro d'Italia Under-23 2019, ed è professionista dal 2020.

## Palmarès
- 2018 (Tolima es Pasión, una vittoria)

5ª tappa Vuelta al Tolima (Ibagué > Ibagué)
- 2019 (EPM, cinque vittorie)

3ª tappa Vuelta a Colombia Sub-23 (Alto Buenavista, cronometro)
5ª tappa Vuelta a Colombia Sub-23 (Chiquinquirá > Gámeza)
4ª tappa Giro d'Italia Under-23 (Buonconvento > Monte Amiata)
5ª tappa Giro d'Italia Under-23 (Sorbolo Mezzani > Passo del Maniva)
Classifica generale Giro d'Italia Under-23
- 2024 (Nu Colombia, una vittoria)

6ª tappa Vuelta a Guatemala (Totonicapán > Maria Tecun)
- 2025 (Nu Colombia, due vittorie)

8ª tappa Tour de Guadeloupe (Vieux-Habitants > Baillif)
Classifica generale Tour de Guadeloupe

### Altri successi
- 2019 (EPM)

Classifica giovani Giro d'Italia Under-23
- 2024 (Nu Colombia)

4ª tappa Clásica Ciudad de Girardot (Girardot > Girardot)
Classifica generale Clásica Ciudad de Girardot

## Piazzamenti

### Classiche monumento
- Liegi-Bastogne-Liegi

2020: ritirato